# Rusuca
Rusuca (łac. Diocesis Rusucensis) – stolica historycznej diecezji w Cesarstwie rzymskim w prowincji Afryka Prokonsularna, sufragania metropolii Kartagina. Współcześnie w Tunezji. Obecnie katolickie biskupstwo tytularne.

## Biskupi tytularni
| Lp. | Biskup                    | Funkcja                              | Od                | Do               |
| --- | ------------------------- | ------------------------------------ | ----------------- | ---------------- |
| 1   | Matthias Wehr             | emerytowany biskup Trewiru (Niemcy)  | 19 listopada 1966 | 6 listopada 1967 |
| 2   | Timothy Joseph Harrington | biskup pomocniczy Worcester (USA)    | 2 kwietnia 1968   | 1 września 1983  |
| 3   | Geoffrey Robinson         | biskup pomocniczy Sydney (Australia) | 23 stycznia 1984  | 29 grudnia 2020  |